# Tanjung Selor
Tanjung Selor es la capital de la provincia de Kalimantan del Norte (Indonesia) y de la regencia de Bulungan. Se encuentra entre las capitales provinciales de Indonesia que a partir de 2021 aún no tienen estatus de ciudad, junto con Mamuju en Sulawesi Occidental, Sofifi en Maluku del Norte, Nabire en Papúa Central, Wamena en Alta Papúa, Merauke en Papúa Meridional y Manokwari en Papúa Occidental. El distrito tiene una superficie de 677,77 km² y una población de 39.439 habitantes en el censo de 2010 y de 56.569 en el de 2020.

## Historia
Tanjung Selor era una pequeña ciudad-mercado del sultanato de Bulungan, que más tarde pasó a depender de las Indias Orientales Neerlandesas. Tras la Revolución Nacional Indonesia, pasó a formar parte de la Swapraja (Región Real Autónoma) de Bulungan en virtud del Decreto n.º 186/ORB/92/14/1950 del entonces gobernador de la provincia de Kalimantan. Posteriormente volvió a transformarse en la Región Especial de Bulungan en virtud de la Ley n.º 22 de 1955. En 1959, el sultanato fue abolido y se convirtió en una región administrativa de segundo nivel, ahora denominada regencia.
Tanjung Selor se separó del distrito de Tanjung Palas, en virtud de la Ley de Regencia de Bulungan n.º 13 de 2002, junto con otros siete nuevos distritos tras la descentralización. Antes de la creación de la nueva provincia de Kalimantan Septentrional, escindida de Kalimantan Oriental, se decidió ubicar la capital provincial en Kalimantan continental en lugar de en la entonces mayor ciudad provincial de Tarakan, que es una isla. Así, Tanjung Selor es una de las pocas capitales de provincia indonesias creadas desde cero, junto con Sofifi y Palangka Raya. Sin embargo, por razones financieras, la moratoria del Presidente Joko Widodo sobre la creación de administraciones de segundo nivel ha impedido hasta ahora conceder a Tanjung Selor el estatus de ciudad. A partir de 2022, Kalimantan del Norte seguirá siendo una de las pocas provincias indonesias cuya capital no tenga estatus de ciudad.

## Geografía
El distrito es en su mayor parte una región llana y baja con colinas cuya altura varía de 0 a 500 metros sobre el nivel del mar. Limita al norte con el distrito de Tanjung Palas Central, al este y al sur con el distrito de Tanjung Palas Oriental y al oeste con el río Kayan. El suelo del distrito es ácido, con un pH que oscila entre 4 y 6. Otro río, el Selor, también atraviesa el distrito.

## Clima
Tanjung Selor tiene un clima de selva tropical (Köppen Af) con abundantes precipitaciones durante todo el año. 
| Parámetros climáticos promedio de Tanjung Selor | Parámetros climáticos promedio de Tanjung Selor | Parámetros climáticos promedio de Tanjung Selor | Parámetros climáticos promedio de Tanjung Selor | Parámetros climáticos promedio de Tanjung Selor | Parámetros climáticos promedio de Tanjung Selor | Parámetros climáticos promedio de Tanjung Selor | Parámetros climáticos promedio de Tanjung Selor | Parámetros climáticos promedio de Tanjung Selor | Parámetros climáticos promedio de Tanjung Selor | Parámetros climáticos promedio de Tanjung Selor | Parámetros climáticos promedio de Tanjung Selor | Parámetros climáticos promedio de Tanjung Selor | Parámetros climáticos promedio de Tanjung Selor |
| Mes                                             | Ene.                                            | Feb.                                            | Mar.                                            | Abr.                                            | May.                                            | Jun.                                            | Jul.                                            | Ago.                                            | Sep.                                            | Oct.                                            | Nov.                                            | Dic.                                            | Anual                                           |
| ----------------------------------------------- | ----------------------------------------------- | ----------------------------------------------- | ----------------------------------------------- | ----------------------------------------------- | ----------------------------------------------- | ----------------------------------------------- | ----------------------------------------------- | ----------------------------------------------- | ----------------------------------------------- | ----------------------------------------------- | ----------------------------------------------- | ----------------------------------------------- | ----------------------------------------------- |
| Temp. máx. media (°C)                           | 30.0                                            | 30.0                                            | 30.2                                            | 30.5                                            | 30.8                                            | 30.5                                            | 30.7                                            | 30.8                                            | 30.9                                            | 31.0                                            | 30.8                                            | 30.3                                            | 30.5                                            |
| Temp. media (°C)                                | 26.5                                            | 26.5                                            | 26.7                                            | 27.0                                            | 27.2                                            | 26.8                                            | 26.9                                            | 26.9                                            | 27.0                                            | 27.0                                            | 27.1                                            | 26.8                                            | 26.9                                            |
| Temp. mín. media (°C)                           | 23.0                                            | 23.0                                            | 23.3                                            | 23.5                                            | 23.6                                            | 23.2                                            | 23.1                                            | 23.1                                            | 23.1                                            | 23.1                                            | 23.4                                            | 23.3                                            | 23.2                                            |
| Lluvias (mm)                                    | 235                                             | 235                                             | 212                                             | 186                                             | 222                                             | 189                                             | 207                                             | 213                                             | 229                                             | 229                                             | 281                                             | 278                                             | 2716                                            |
| Fuente:                                         |                                                 |                                                 |                                                 |                                                 |                                                 |                                                 |                                                 |                                                 |                                                 |                                                 |                                                 |                                                 |                                                 |

## Economía
El uso agrícola de la tierra incluye chiles, tomates, jengibre, galangal y cúrcuma. La producción de chile fue de 337 toneladas en 2019, con 295 toneladas de tomates, 57 toneladas de jengibre, 52 toneladas de galangal y cuatro toneladas de cúrcuma. El distrito también incluye sectores de plantaciones que producen mangos, cítricos, durianes y plátanos. Hay 68 restaurantes registrados en el distrito a partir de 2019 y 12 tiendas de conveniencia. También hay 11 hoteles a partir de 2019. Doce bancos operan en el distrito, de los cuales nueve son sucursales de bancos estatales, dos son bancos privados y uno, el Banco de Crédito Popular, es un BPR de propiedad municipal. También hay 45 cooperativas registradas.

## Gobernanza

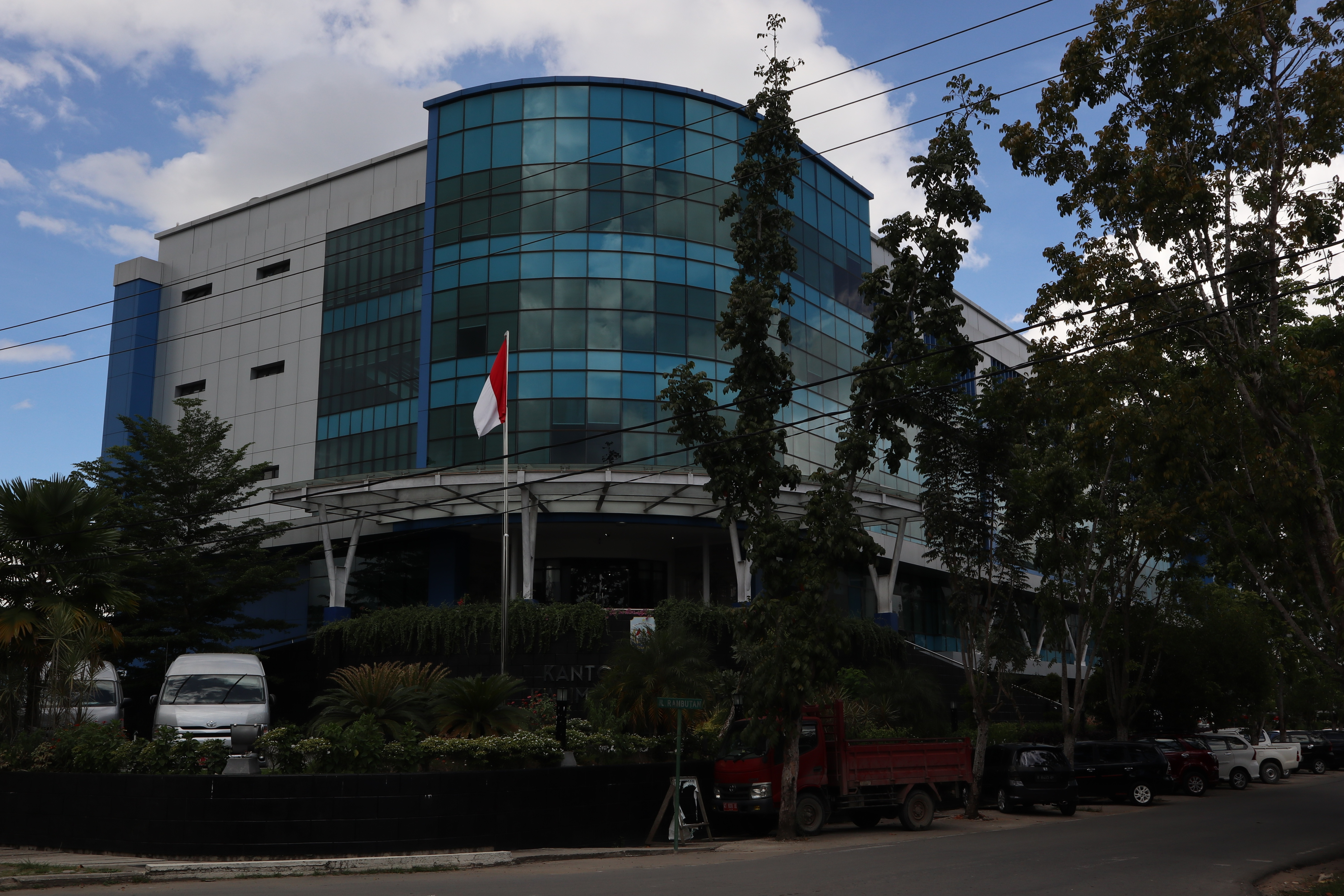
Edificio de oficinas del gobernador de Kalimantan del Norte. Tanjung Selor es una de las cuatro capitales de provincia que no tiene categoría de ciudad.

Como distrito, es una región administrativa de tercer nivel dependiente de una regencia. El jefe de distrito (camat) es nombrado directamente por el regente con la recomendación del secretario de la regencia. Tanjung Selor no tiene parlamento, El distrito está dividido en nueve aldeas urbanas (kelurahan).
- Gunung Seriang
- Tanjung Selor Hulu
- Jelarai Selor
- Gunung Sari
- Bumi Rahayu
- Apung
- Tengkapak
- Tanjung Selor Este
- Tanjung Selor Hilir

A nivel de regencia, el distrito, junto con Tanjung Palas Oriental, forma parte del primer distrito electoral de Bulungan, que envía 11 representantes al parlamento a nivel de regencia. Las últimas elecciones se celebraron en 2019, y las próximas están previstas para 2024.

## Infraestructuras

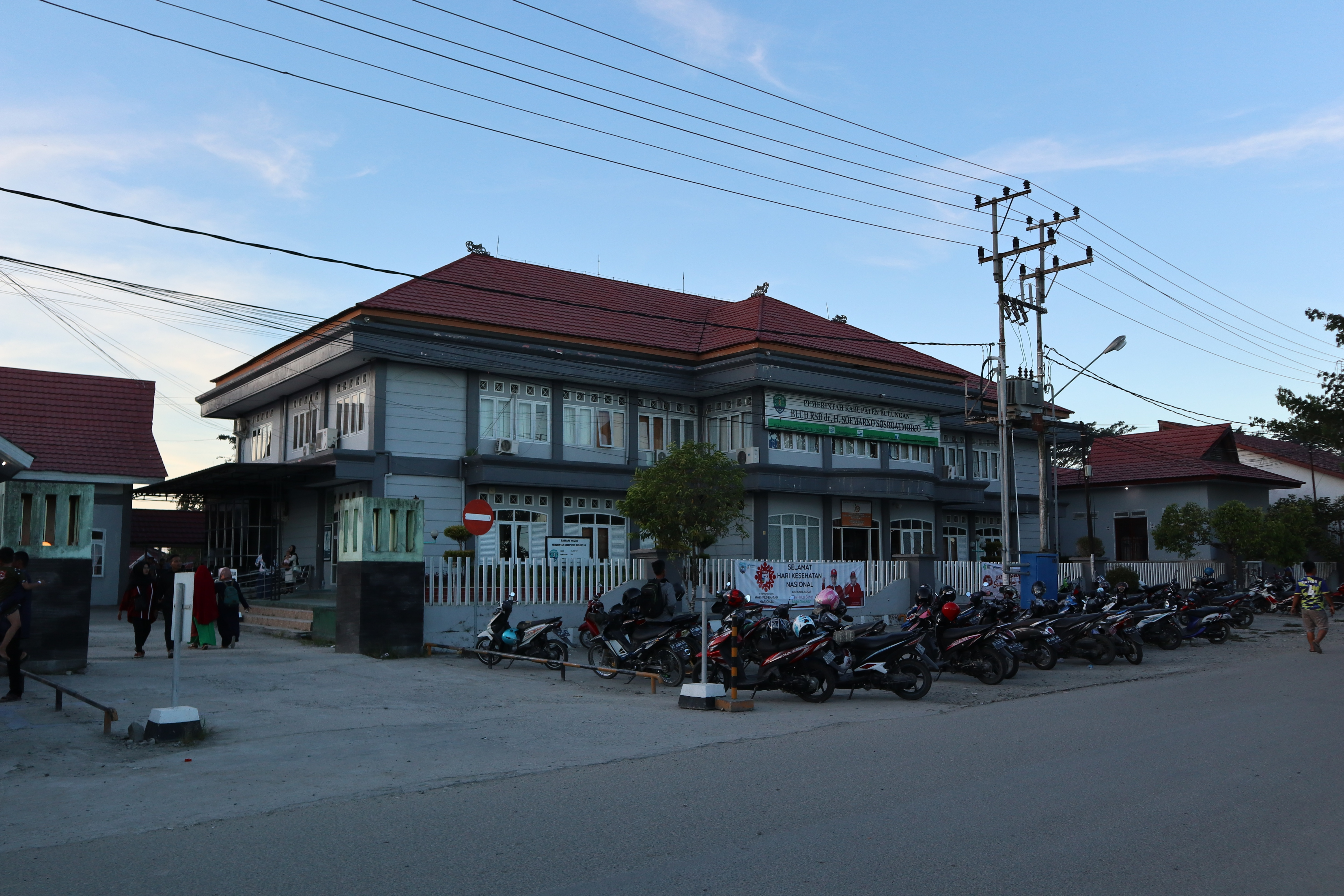
Hospital Regional Dr. H. Soemarno Sosroatmodjo, el único hospital operativo en el distrito a partir de 2019.

El distrito cuenta con el aeropuerto de Tanjung Harapan. Todas las carreteras del distrito están asfaltadas y en buen estado a partir de 2020, según Statistics Indonesia. A partir de 2019, el distrito cuenta con 35 escuelas primarias, 19 escuelas secundarias, 10 escuelas secundarias superiores, tres escuelas secundarias de formación profesional y tres instituciones de educación superior. También hay un hospital, 11 clínicas de salud gubernamentales puskesmas, tres clínicas adicionales, siete centros de atención médica y 17 farmacias. A la mayor parte del distrito llega la señal inalámbrica 4G y los servicios básicos de telecomunicaciones. El hospital del distrito, el Hospital Regional Dr. H. Soemarno Sosroatmojo, es un hospital público propiedad del gobierno de la regencia; construido en 1984, está clasificado como hospital de clase C por el Ministerio de Sanidad.